# The Bold Caballero
The Bold Caballero (Brasil: A Marca do Zorro / Portugal: A Marca de Zorro) é um filme norte-americano de 1936, do gênero ação, dirigido por Wells Root e estrelado por Robert Livingston e Heather Angel.

## Sinopse
Na Califórnia espanhola, no início do século XIX, Zorro, acusado pelo comandante Sebastián Golle de assassinar o Governador Palma, precisa provar sua inocência e libertar os colonos.

## Elenco
| Ator/Atriz        | Personagem                    |
| ----------------- | ----------------------------- |
| Robert Livingston | Don Diego/Zorro               |
| Heather Angel     | Lady Isabella Palma           |
| Sig Ruman         | Comandante Sebastián Golle    |
| Ian Wolfe         | Padre                         |
| Robert Warwick    | Governador Palma              |
| Emily Fitzroy     | Acompanhante de Lady Isabella |
| Charles Steves    | Capitão Vargas                |
| Walter Long       | Guarda                        |
| Ferdinand Munier  | Estalajadeiro                 |
| Chris-Pin Martin  | Carrasco                      |
| Carlos de Valdez  | Alcaide                       |

## A produção
The Bold Caballero é o primeiro filme sonoro com o personagem Zorro, criado por Johnston McCulley em 1919. Anteriormente, o herói aparecera em duas produções do cinema mudo: The Mark of Zorro (1920) e Don Q, Son of Zorro (1925).
The Bold Caballero é também uma das primeiras experiências da Republic Pictures com cores—o filme foi rodado em Magnacolor. Todavia, apenas cópias em preto e branco foram preservadas.

Idealizado pelo escritor norte-americano Johnston McCulley, a primeira aparição do lendário personagem Zorro aconteceu nas páginas da revista pulp All-Story Weekly, em 1919. Publicada em cinco edições, com o título de The Curse of Capistrano, a história acabou ganhando as telas do cinema no ano seguinte, no filme The Mark of Zorro. Em seguida, em virtude do enorme sucesso do filme, McCulley relançou a história sob o formato de um romance, que acabou recebendo o mesmo título do filme: The Mark of Zorro.
O personagem Zorro apareceu em vários seriados de faroeste da Republic Pictures: Zorro Rides Again, em 1937; Zorro's Fighting Legion, em 1939; Son of Zorro, em 1947; e Ghost of Zorro, em 1949. Além desses, o seriado Daughter of Don Q apresenta a filha de Don Quantero, um herói parecido com Zorro, o título do seriado é uma referência ao filme Don Q, Son of Zorro de 1925, estrelado por Douglas Fairbanks, o filme é uma sequencia do filme  The Mark of Zorro de 1920 e é levemente baseado no romance de 1909, Don Q.'s Love Story, escrito por Hesketh Hesketh-Prichard sua mãe, Kate O'Brien Ryall Prichard, o personagem do livro, Don Quebranta Huesos era uma espécie de Robin Hood espanhol, Fairbanks interpreta Cesar, o filho de Don Diego Vega, personagem que ele mesmo interpretou no filme de 1920.  O seriado Zorro's Black Whip de 1944 foi estrelado por uma mulher, a The Black Whip interpretada por Linda Stirling e, apesar de levar o nome de Zorro no título, o personagem Zorro não aparece em nenhum momento no seriado e nem ao menos é citado. Os seriados Don Daredevil Rides Again, de 1951, e Man with the Steel Whip, de 1954, utilizaram cenas de arquivo de Zorro's Black Whip .
Nesse mesmo ano, ele também estrelou o seriado The Vigilantes Are Coming interpretando o papel de The Eagle (Don Loring), outra produção da Republic, ele também ficaria conhecido por interpretar o Lone Ranger, novamente pela Republic, no seriado The Lone Ranger Rides Again (1939) curiosamente, Lone Ranger também  ficou conhecido no Brasil como Zorro, atualmente é chamado de "O Cavaleiro Solitário".

## Lançamento em DVD
Em 18 de março de 2008, a Mill Creek Entertainment lançou o box "Zorro: The Masked Avenger", contendo o filme The Bold Cabarello e os seriados Zorro Rides Again, Zorro's Fighting Legion, e Zorro's Black Whip.